# Vittorio Matteo Corcos
Vittorio Matteo Corcos (n. 4 octombrie 1859, Livorno, Italia – d. 8 noiembrie 1933, Florența, Regatul Italiei) a fost un pictor italian, cunoscut pentru portretele sale. Multe dintre lucrările sale de gen ilustrează bărbați tineri și femei îmbrăcați frumos, aflați în momente de odihnă și recreere.

## Biografie

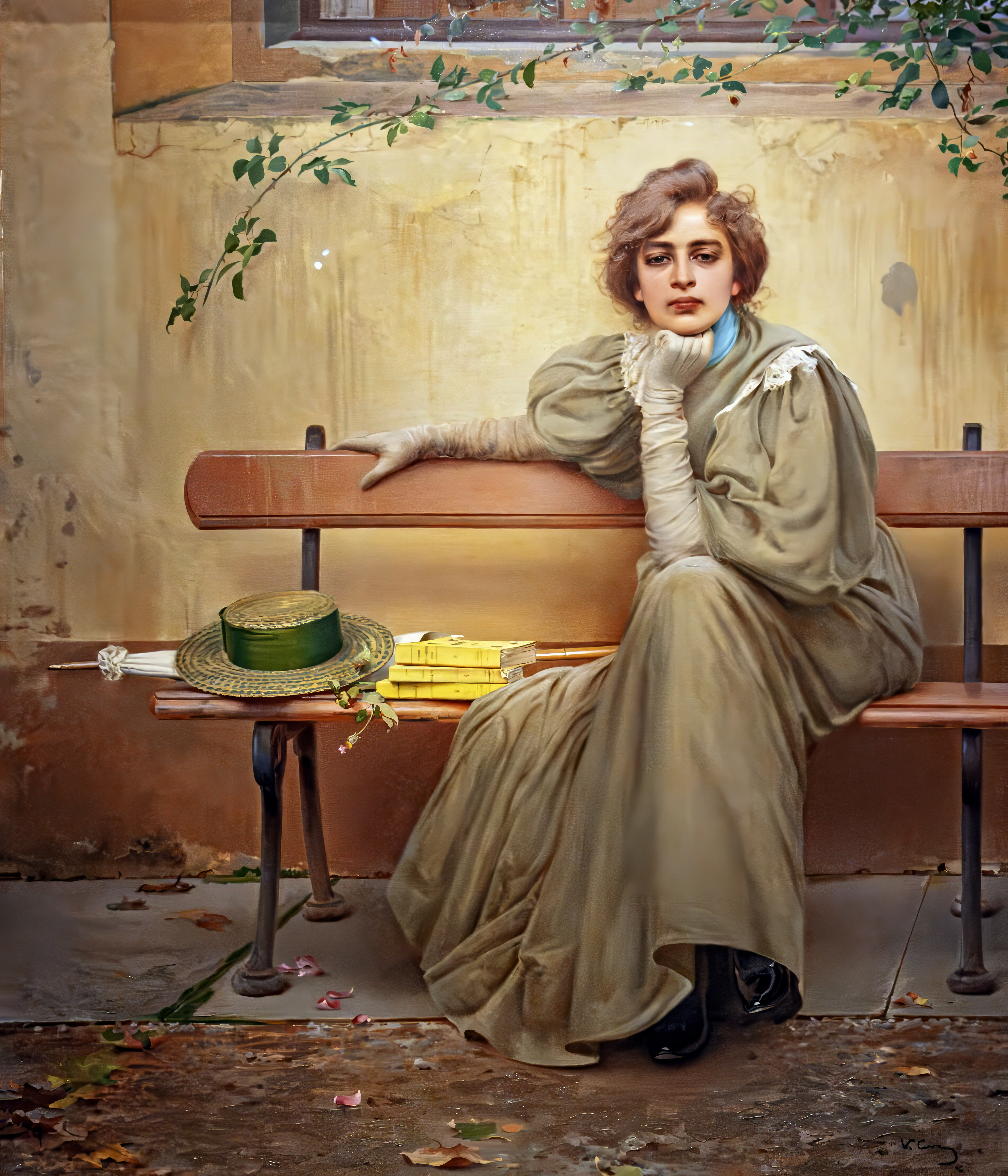
Sogni, 1896, Galleria Nazionale d'Arte Moderna, Roma

S-a născut din părinți evrei, Isacco și Giuditta Baquis, în Livorno. S-a pregatit la Academia de Arte Frumoase din Florența sub îndrumarea lui Enrico Pollastrini. Între 1878 și 1879 a lucrat sub îndrumarea lui Domenico Morelli în Napoli.
Apoi a călătorit la Paris, unde s-a întâlnit cu Léon Bonnat și a semnat un contract cu Goupil & Cie, reușind să-și completeze veniturile ca pictor portretist cu ilustrații pentru reviste. A frecventat cercurile lui Giuseppe De Nittis. Între 1881 și 1886, el a expus frecvent la Salon.
S-a întors în Italia în 1886, probabil pentru a se înrola în armata și s-a stabilit la Florența. S-a convertit la catolicism și s-a căsătorit cu o văduvă, Emma Ciabatti. În Florența, și-a făcut prieteni în cercurile intelectuale și a realizat portrete ale lui Silvestro Lega, Giosue Carducci și Pietro Mascagni. După 1900, a scris pentru revista florentină Il Marzocco. De asemenea, a publicat o scurtă poveste în revista Fanfulla della Domenica, intitulată Mademoiselle Leprince. În 1904, a călătorit la Potsdam pentru a-l picta pe împăratul Wilhelm al II-lea și pe alți membri ai monarhiei germane. În timpul primului război mondial, fiul său a murit în luptă în 1916. În anii 1920 s-a alăturat Gruppo Labronico împreună cu Plinio Nomellini și Ulvi Liegi.
A pictat și portrete ale lui Mussolini (1928), ale contesei Annina Morosini, contesei Nerina Volpi di Misurata, ale lui Carducci, Puccini și Mascagni și al lui Amelie d'Orleans.
În 1913, autoportretul său a fost acceptat de muzeul Uffizi.
A murit la Florența în 1933.

## Galerie

Paintings by Vittorio Matteo Corcos
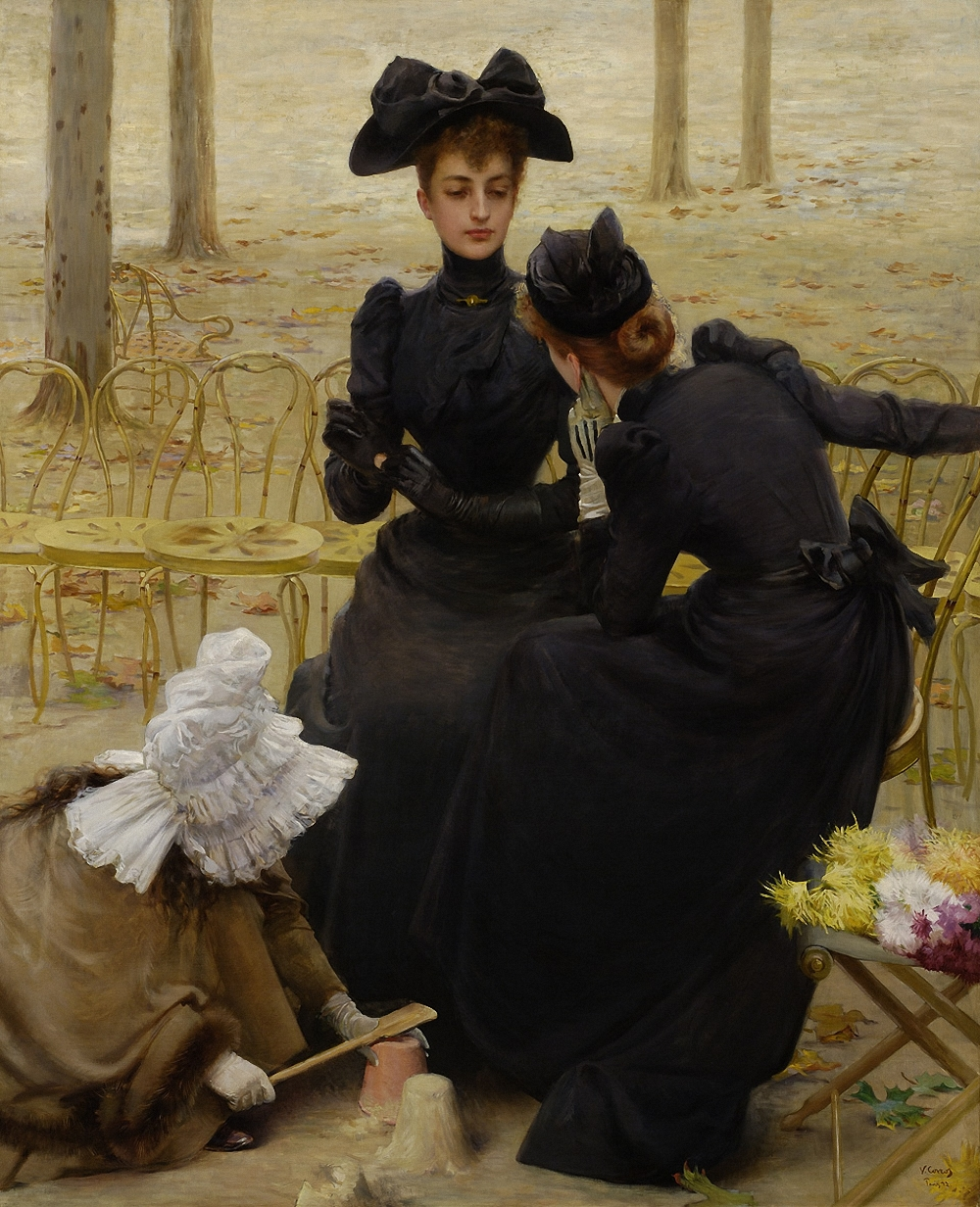
Conversație în  Jardin du Luxembourg
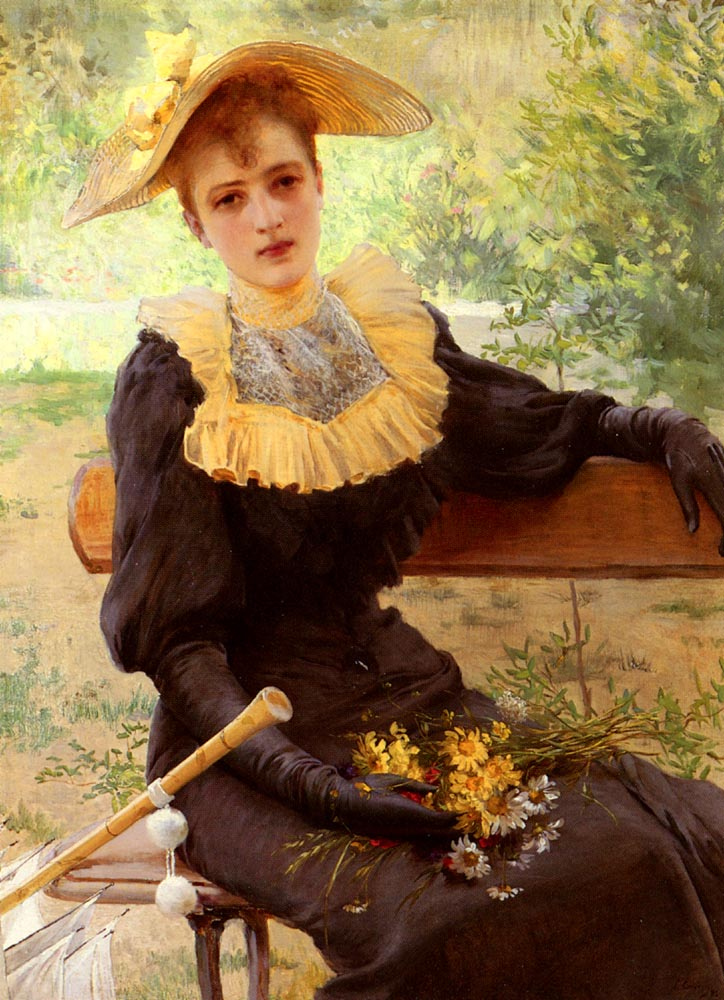
În grădină
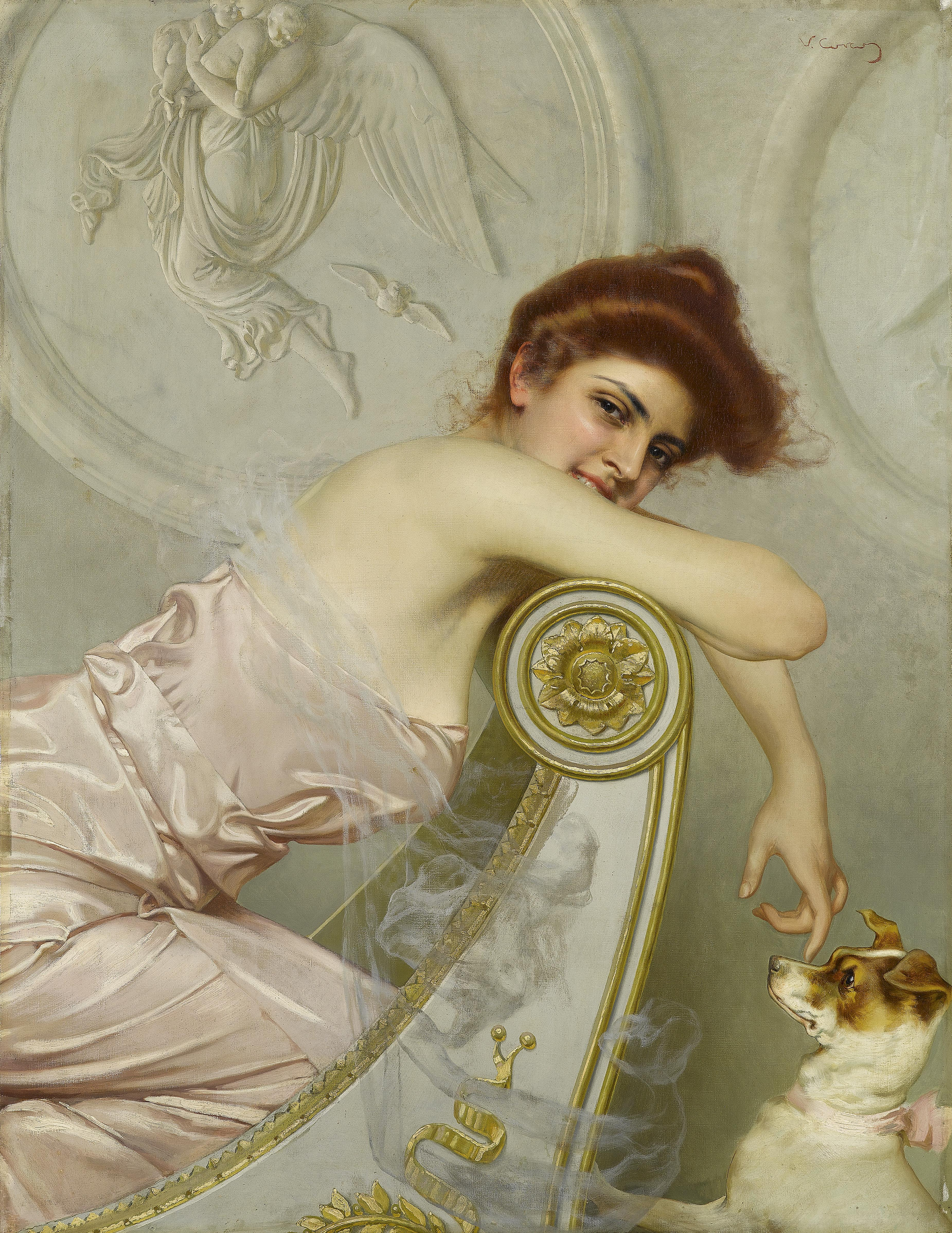
Tânără cu un cățel
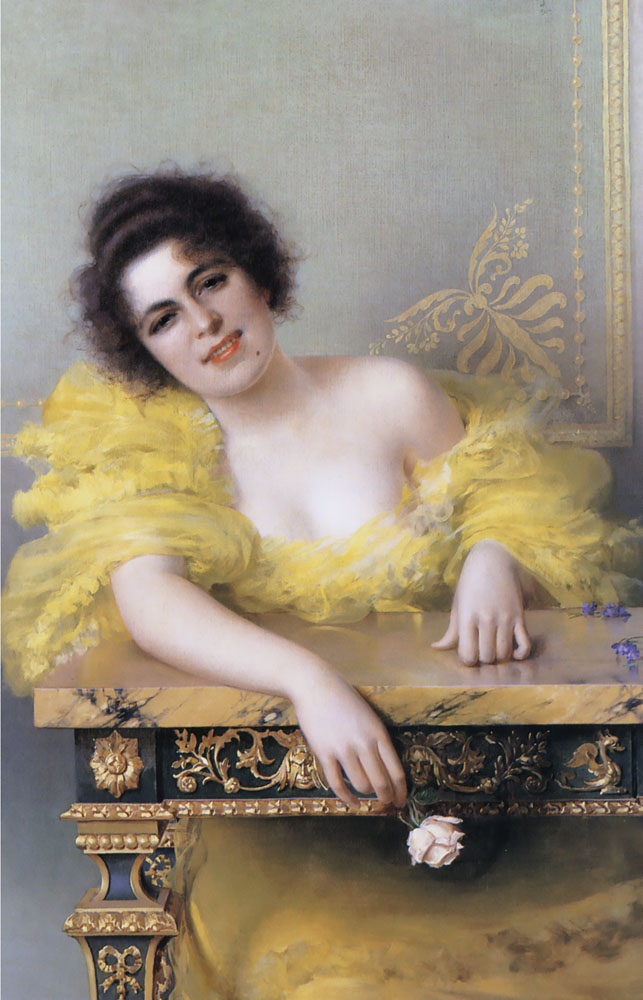
Portretul unei tinere
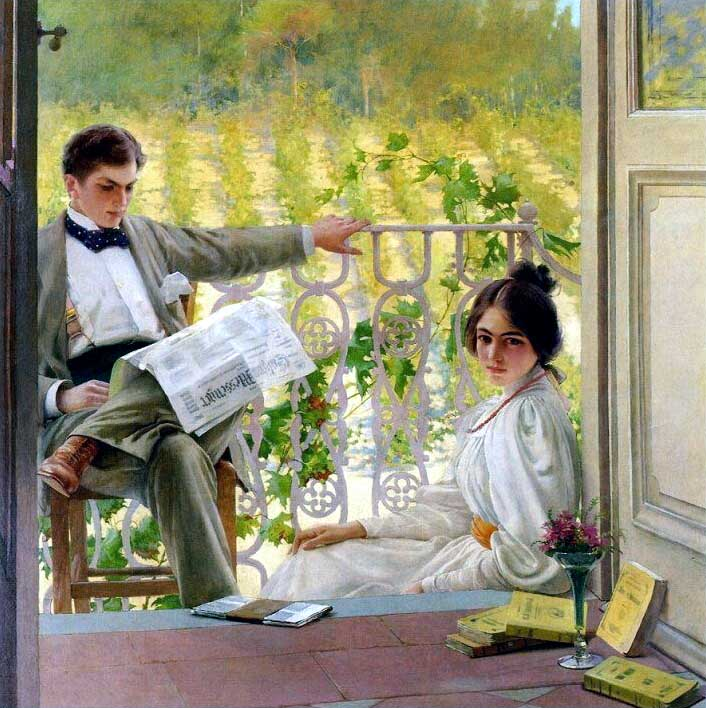
Pomeriggio in terrazza
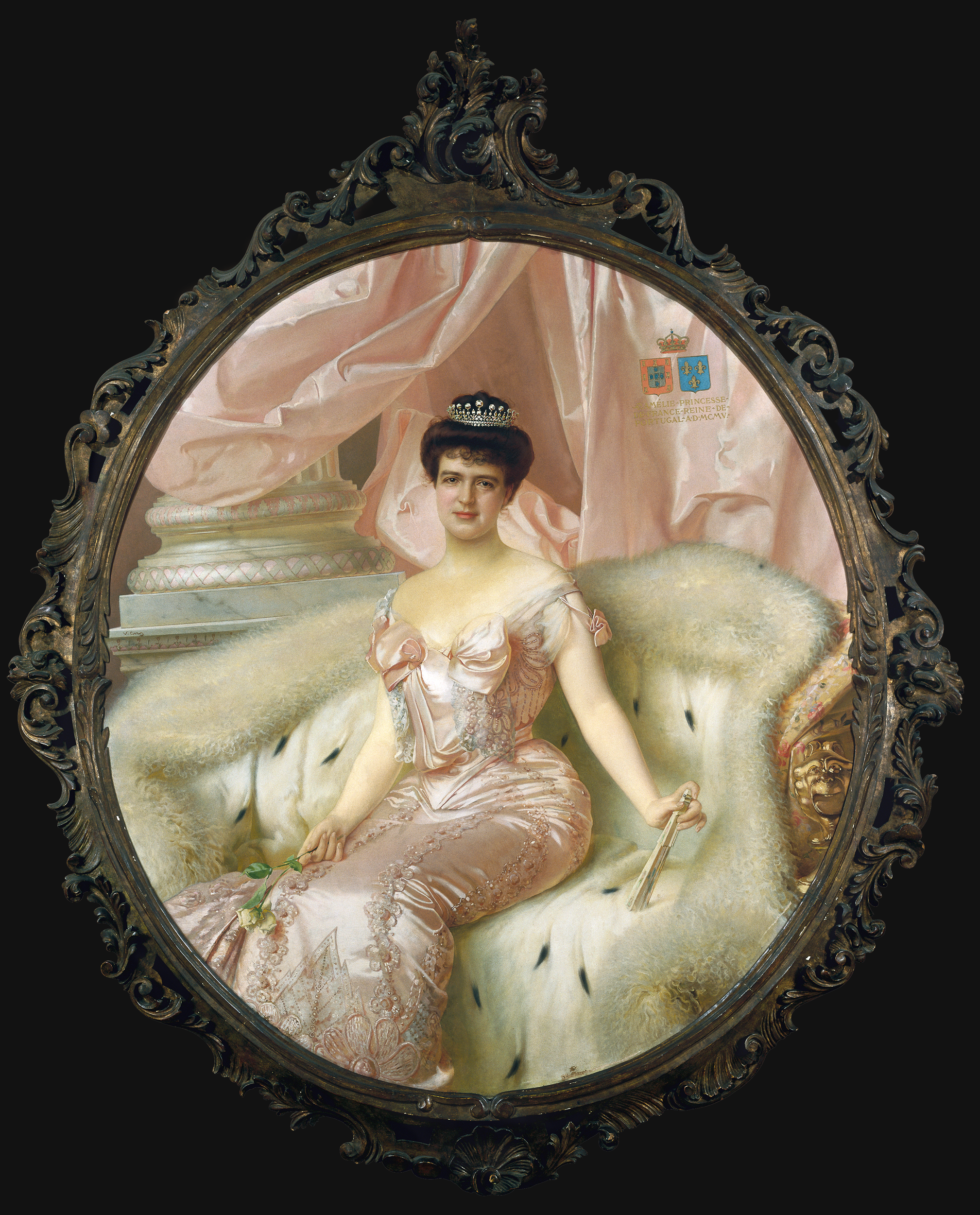
Portretul Améliei de Orleães regina Portugaliei, 1905